# Llei de Meckel-Serres

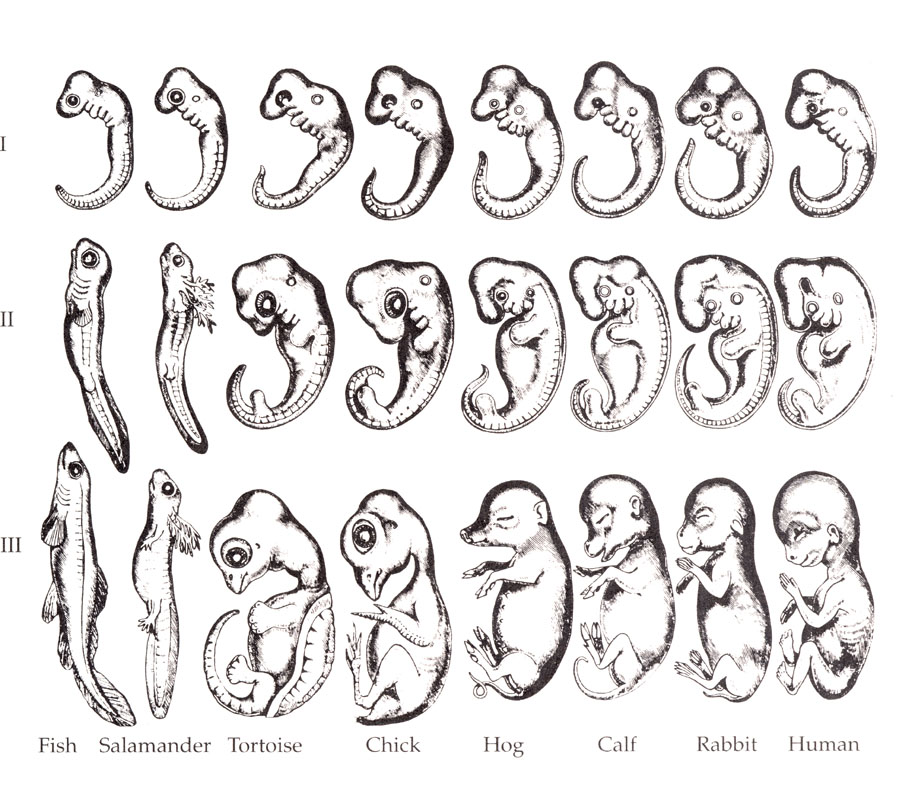
Dibujos de embriones de Ernst Haeckel.

La llei de Meckel-Serres va ser la primera formulació de la Teoria de la Recapitulació. El seu nom es deu al zoòleg Edward Stuart Russell, qui el 1916 s'hi va referir així en reconeixement de dos dels seus proponents (Johann Friedrich Meckel i Étienne Serres) i en cotrast a l'anterior model de recapitulació d'Ernst Haeckel
L'anatomista alemany Johann Friedrich Meckel (1724–1774), a partir de les seves observacions embriològiques, va defensar aquest model en el seu assaig "Sketch of a Portrayal of the Parallel that Obtains Between the Embryonic Condition of Higher Animals and the Permanent Condition of Lower Animals" (1811) (Esbós d'un retrat del paral·lel que s'obté entre l'estat embrionari dels animals superiors i l'estat permanent dels animals inferiors).
El francès Étienne Serres (1786–1868) també va posar-se a favor de la teoria de la recapitulació, a la que va denominar "teoria dels frens de desenvolupament". Serres va utilitzar la teoria de la recapitulació com a suport a la idea d'unitat del pla d'organització del seu mestre Étienne Geoffroy Saint-Hilaire. Quant a la comparació entre formes adultes, Serres va apostar per la comparació entre les formes adultes d'animals inferiors i l'estat embriològic corresponent d'animals de nivell organitzatiu superior.